# Serge Julin
Serge Julin (Lieja, 12 de mayo de 1959) es un expiloto de motociclismo belga, que compitió en el Campeonato del Mundo de Motociclismo desde 1978 hasta 1988.

## Biografía
Serge Julin debuta en el Campeonato del Mundo de Motociclismo en el Gran Premio de Bélgica de 1978 de 50 cc a bordo de una Lusuardi. Al año siguiente, se convierte en campeón de Bélgica de la categoría 50 cc con la Kreidler y en 1980 vuelve a probar fortuna en el Mundial en el Gran Premio de casa pero no se clasificará en 250 cc y se retiró en 50 cc. No sería hasta 1984 cuando empezará a disputar todos las carreras del Mundial. Ese año realizará su mejor temporada al acabar decimotercero en la clasificación general de 80cc.
Alentado por los resultados logrados en 1984, Serge Julin se va al asalto de los Grandes Premios en la categoría de 80cc en 1985 con la Huvo Casal del equipo Pep Racing acabando en la posición 15.º del mundial. Paralelamente, intentará la aventura en el Campeonato mundial de resistencia a bordo de una Suzuki GSXR 750 cc en compañía de Jean-Pierre Lacrosse y Michel Steven. Desde 1986 hasta 1989, seguirá compitiendo pero sin resultados destacables. Una vez cancelada su participación mundial, en 1990 conseguiría el título nacional belga de 125cc con cinco victorias. En este campeonato nacional, acabaría tercero en 1991 y subcampeón en 1992. Se retiraría en 1995

## Resultados en el Campeonato del Mundo
Sistema de puntuación desde 1969 hasta 1987:
| Posición | 1.º | 2.º | 3.º | 4.º | 5.º | 6.º | 7.º | 8.º | 9.º | 10.º |
| Puntos   | 15  | 12  | 10  | 8   | 6   | 5   | 4   | 3   | 2   | 1    |

Sistema de puntuación desde 1988 hasta 1991:
| Posición | 1.º | 2.º | 3.º | 4.º | 5.º | 6.º | 7.º | 8.º | 9.º | 10.º | 11.º | 12.º | 13.º | 14.º | 15.º |
| Puntos   | 20  | 17  | 15  | 13  | 11  | 10  | 9   | 8   | 7   | 6    | 5    | 4    | 3    | 2    | 1    |

### Carreras por año
(Carreras en negrita indica pole position; Carreras en cursiva indica vuelta rápida)
| Año  | Clase | Moto       | 1       | 2       | 3       | 4       | 5       | 6       | 7       | 8       | 9       | 10      | 11      | 12      | 13      | 14      | Pts. | Pos. |
| ---- | ----- | ---------- | ------- | ------- | ------- | ------- | ------- | ------- | ------- | ------- | ------- | ------- | ------- | ------- | ------- | ------- | ---- | ---- |
| 1978 | 50cc  | Lusuardi   | VEN -   | ESP -   | FRA -   | NAT -   | NED -   | BEL Ret | SWE -   | FIN -   | GBR -   | GER -   | CZE -   | YUG -   |         |         | 0    | -    |
| 1980 | 50cc  | Kreidler   | NAT -   | ESP -   |         | YUG -   | NED -   | BEL Ret |         |         |         | GER -   |         |         |         |         | 0    | -    |
| 1980 | 250cc | Yamaha     | NAT -   | ESP -   | FRA -   | YUG -   | NED -   | BEL DNQ | FIN -   | GBR -   | CZE -   | GER -   |         |         |         |         | 0    | -    |
| 1981 | 50cc  | JVM        |         |         | GER -   | NAT -   |         | ESP -   | YUG -   | NED -   | BEL Ret | RSM -   |         |         |         | CZE -   | 0    | -    |
| 1982 | 125cc | MBA        | ARG -   | AUT -   | FRA -   | ESP -   | NAT -   | NED -   | BEL 24  | YUG -   | GBR -   | SWE -   | FIN -   | CZE -   |         |         | 0    | -    |
| 1984 | 80cc  | Huvo Casal |         | NAT -   | ESP -   | AUT -   | GER 7   |         | YUG Ret | NED 20  | BEL 8   |         |         | RSM Ret |         |         | 7    | 13.º |
| 1985 | 80cc  | Huvo Casal |         | ESP 14  | GER 9   | NAT 11  |         | YUG 19  | NED 7   |         | FRA 11  |         |         | RSM 16  |         |         | 6    | 15.º |
| 1986 | 80cc  | Huvo Casal | ESP Ret | NAT Ret | GER DNQ | AUT -   | YUG Ret | NED DNQ |         |         | GBR -   | SWE -   |         | BDW Ret |         |         | 0    | -    |
| 1987 | 80cc  | Krauser    |         | ESP 22  | GER 22  | NAT 18  | AUT 26  | YUG 18  | NED -   |         | GBR 14  |         | CZE 13  | RSM 19  | POR 21  |         | 0    | -    |
| 1988 | 80cc  | Casal      |         |         | ESP 9   | EXP Ret | NAT 15  | GER Ret |         | NED 19  |         | YUG 26  |         |         |         | CZE Ret | 8    | 20.º |
| 1988 | 125cc | Rotax      |         |         | ESP DNQ |         | NAT DNQ | GER Ret | AUT DNQ | NED DNQ | BEL 28  | YUG Ret | FRA DNQ | GBR -   | SWE -   | CZE DNQ | 0    | -    |
| 1989 | 125cc | Honda      | JPN -   | AUS -   |         | ESP DNQ | NAT DNQ | GER 19  | AUT -   |         | NED -   | BEL 19  | FRA 23  | GBR DNQ | SWE Ret | CZE DNQ | 0    | -    |